# Hamondia superba
Hamondia superba is een eenoogkreeftjessoort uit de familie van de Hamondiidae. De wetenschappelijke naam van de soort is voor het eerst geldig gepubliceerd in 1990 door Huys.